# Albert Productions
Albert Productions é uma gravadora australiana. Foi fundada e gerida como uma empresa independente de produção de gravações em 1964 por Ted Albert, cuja família era proprietária da influente editora australiana de músicas J. Albert & Son e da rede de rádio Macquarie. 
Durante a década de 1960, Albert Productions operou como outras empresas semelhantes, tais como as fundadas pelos produtores Joe Meek, Phil Spector ou Shel Talmy. Normalmente, essas empresas descobriam e contratavam novos artistas/grupos de música pop, produziam suas gravações de forma independente, e em seguida, arrendavam o produto acabado para gravadoras estabelecidas, que tratavam de seu lançamento, distribuição e promoção. 
Ted Albert, contratou dois dos mais importantes grupos da Austrália em meados da década de 1960, Billy Thorpe & the Aztecs e The Easybeats. Suas gravações, lançadas através de um contrato com a gravadora EMI, filial da Parlophone, incluía alguns dos maiores sucessos australianos da década, a maioria dos quais foram produzidos pelo próprio Ted Albert. 
A empresa reduziu suas atividades de gravação no final da década de 1960, mas foi reativada no início da década de 1970, quando Albert Productions fundou sua própria gravadora e um estúdio de gravações na área central de Sydney. Dentre os primeiros artistas contratados pela  Albert estavam: Alison McCallum, Ted Mulry, John Paul Young e Bobbi Marchini, e muitas dessas gravações foram produzidas pelo britânico Simon Napier-Bell. Porém, o maior sucesso da gravadora veio em meados da década de 1970, após o regresso à Austrália, dos ex-integrantes da Easybeats, Harry Vanda e George Young. 
Nos últimos anos dos The Easybeats, os dois tinham se tornado uma equipe poderosa de compositores e produtores altamente qualificados, e depois de voltarem para a Austrália, no início de 1973, tornaram-se a força motriz da Albert Productions, que rapidamente passou a ser uma das gravadoras de maior sucesso da música australiana. Geralmente, trabalhando em colaboração com o engenheiro Bruce Brown, Vanda & Young produziram (e muitas vezes também escreveram) uma série de singles e álbuns de enorme sucesso para muitos artistas, incluindo o ex-companheiro de banda Stevie Wright, John Paul Young, AC/DC, The Angels, Cheetah, William Shakespeare e muitos outros. 
No final dos anos 70 e início dos 80, Vanda & Young também gozaram de sua própria carreira de sucessos como artistas da Albert Productions, lançando uma série de álbuns e singles altamente considerados sob o pseudônimo irônico Flash and the Pan. Estes incluíram os sucessos australianos: "Down Among The Dead Men", "Hey St Peter" e "Walking In The Rain", que foi regravado por Grace Jones. 
A gravadora Albert Productions é mais conhecida internacionalmente através de sua associação com a mundialmente famosa banda de hard rock AC/DC. Isso foi muito mais do que uma ligação familiar, Vanda & Young produziram todos os álbuns que eles gravaram na Austrália entre 1974 e 1977, e naturalmente, os dois fundadores da banda, Malcolm e Angus Young, são irmãos mais novos de George. 
A Albert Productions produziram os seguintes artistas/grupos: 
- AC/DC
- Billy Thorpe & the Aztecs
- Breed 77
- Dallas Crane
- George Young
- Graham Lowndes
- happylife
- Harry Vanda
- Aleesha Rome
- John Paul Young
- Oblivia
- Skybombers
- Stevie Wright
- The Choirboys
- The Answer
- The Easybeats
- The Marcus Hook Roll Band
- The Missing Links
- The Throb
- The Angels